# Колоколов, Борис Леонидович
Борис Леонидович Колоколов (9 ноября 1924, Симферополь — 5 октября 2013) — советский и российский государственный деятель, дипломат. Заслуженный работник дипломатической службы Российской Федерации (1999), чрезвычайный и полномочный посол (1969).

## Биография

### Военная карьера
Участник Великой Отечественной войны.
- В 1942—1943 годах — курсант Лугинской военной школы авиамехаников Шадринска Курганской области.
- В 1943—1946 годах — служба авиамехаником.
- В 1946—1950 годах — на комсомольской работе в частях ВВС СССР.

Демобилизовавшись, Колоколов поступил в МГИМО, который окончил в 1956 году.

### Дипломатическая карьера
С 1956 года — на дипломатической службе.
- В 1956—1962 годах — переводчик, редактор, заведующий секцией русских переводов секретариата Европейского отделения ООН в Женеве.
- С 1962 года — сотрудник Протокольного отдела МИД СССР, заведующий отделом в 1969—1973 годах.
- С 17 ноября 1973 по 28 марта 1981 года — Чрезвычайный и полномочный посол СССР в Тунисской Республике.
- В 1981—1996 годах — заместитель министра иностранных дел РСФСР, заметем Российской Федерации[3]. Курировал направления по Ближнему Востоку и Северной Африке[4][5].
- С февраля 1996 года — в отставке, консультант по внешнеполитическим вопросам МИД РФ.

Скончался 5 октября 2013 года в Швейцарии, где остаток жизни провёл в семье проживающей там дочери. Похоронен на Кунцевском кладбище Москвы.

## Награды и публикации
Награждён орденами Отечественной войны II степени, Красной Звезды, Трудового Красного Знамени, Дружбы народов, медалями «За боевые заслуги», «За трудовую доблесть», «За взятие Будапешта», «За взятие Кёнигсберга», «За взятие Берлина», многими другими наградами СССР и зарубежных государств.
Автор мемуаров «Профессия — дипломат» (1998—1999), «Чрезвычайный и полномочный. Повесть о дипломате» (2008), соавтор книги «А. А. Громыко — дипломат, политик, ученый» (2000). В 80-90-х годах опубликовал серию статей по вопросам внешней политики в журнале «Международная жизнь». Заслуженный работник дипломатической службы Российской Федерации. Профессор, действительный член Международной академии наук информации, информационных процессов и технологий, член президиума академии.